# 브라이트 메모리
브라이트 메모리(Bright Memory, 光明记忆)는 FYQD 퍼스널 스튜디오에서 개발하고 플레이즘에서 배급한 1인칭 슈팅 게임이다.
1인 개발자가 남는 시간에 개발한 이 게임은 2019년 1월 12일 스팀의 앞서 해보기 프로그램을 통해 마이크로소프트 윈도우용으로 브라이트 메모리: 에피소드 1이라는 이름으로 처음 출시되었고, 2020년 3월 25일에 앞서 해보기를 종료했다. 또한 이 게임은 2019년부터 2020년까지 모바일 플랫폼으로 출시되었으며, 2020년 11월 10일에는 엑스박스 시리즈 X/S의 출시 타이틀 중 하나로 출시되었다.
에피소드 2를 만드는 대신, 게임플레이와 스토리를 확장하고 리메이크하여 브라이트 메모리: 인피니트 ()라는 전체 타이틀로 2021년에 윈도우 및 엑스박스 시리즈 X/S로 출시되었다. 브라이트 메모리 윈도우 버전을 구매한 플레이어는 브라이트 메모리: 인피니트를 무료로 받을 수 있다.

## 게임플레이
브라이트 메모리는 근접 공격 요소가 있는 1인칭 슈팅 게임이다. 플레이어는 총과 검 외에도 염력과 에너지 폭발 같은 초자연적 능력을 가진 셸리아를 조종한다. 모든 형태의 공격은 원하는 대로 조합할 수 있으며, 게임은 데빌 메이 크라이와 유사하게 창의적인 조합에 등급을 부여한다. 전투 성공 시 경험치를 얻어 캐릭터의 스킬을 강화하고 시간 정지 같은 더 많은 능력을 해제할 수 있다. 또한 일부 지역에는 해결해야 할 퍼즐이 있다. 첫 번째 에피소드의 앞서 해보기 버전은 약 1시간 분량의 게임플레이를 제공하며, 개발자는 2019년 말까지 2시간의 게임플레이를 추가하고 이후 몇 년 동안 더 많은 에피소드를 출시할 것이라고 발표했다.

## 줄거리
주인공 셸리아는 그녀가 근무하는 과학 연구 기관(SRO)으로부터 군사 조직인 SAI가 죽은 자를 되살릴 수 있는 전설적인 고대 능력을 획득하는 것을 막는 임무를 맡는다. 게임의 배경은 북극 상공에 위치한 "하늘의 땅"으로, 고대 생물이 서식하는 부유하는 지상으로 이루어져 있다.

## 개발
브라이트 메모리는 중국 개발자 Zeng "FYQD" Xiancheng이 언리얼 엔진 4를 사용하여 개발했으며, 개발 작업은 개발자의 여가 시간에 이루어졌다. Zeng은 2017년에 트레일러에서 게임을 처음 선보였으며, 에픽게임즈의 언리얼 데브 그랜트를 통해 재정적 지원을 받았다.
"에피소드 1"의 앞서 해보기 버전은 2019년 1월 12일에 전 세계적으로 출시되었다. 이 게임은 오큘러스 리프트 가상 현실 고글을 지원한다.

### 에셋 도용 논란
2019년 1월, Zeng은 시나 웨이보 게시물에서 라이선스 없이 일부 적 모델을 사용하고 게임에 사용하기 위해 수정했지만, 어떤 모델이나 어떤 게임에서 가져왔는지는 명시하지 않았다고 인정했다. 이에 Zeng은 게임 판매 수익을 사용하여 아트 디자이너를 고용하고 원저작권 보유자에게 연락하겠다고 발표했다.

## 평가

### 에피소드 1
브라이트 메모리: 에피소드 1은 리뷰 애그리게이터 메타크리틱에 따르면 "혼합 또는 평균"적인 평가를 받았다. 이는 간헐적인 버그와 거의 이해할 수 없는 지침 때문이었는데, 이는 중국어에서 번역되었기 때문이다. 그럼에도 불구하고 Rock, Paper, Shotgun은 이 게임이 대규모 예산으로 개발된 슈팅 게임의 외형과 느낌을 모두 갖추고 있으며, 훨씬 비싼 게임들을 압도한다고 평했다. 음악과 번역은 비판받았으며, 게임에 무한 모드가 없기 때문에 짧은 길이도 비판받았다.

### 인피니트
브라이트 메모리: 인피니트는 리뷰 애그리게이터 메타크리틱에 따라 "혼합 또는 평균"적인 평가를 받았다.